# Artur Boruc
Artur Boruc, poljski nogometaš, * 20. februar 1980, Siedlce, Poljska.
Boruc je nekdanji nogometni vratar in član poljske reprezentance.  